# Ranheim Fotball
Ranheim Fotball, właśc. Ranheim Idrettslag Fotball Topp – norweski klub piłkarski, grający w 1. divisjon, mający siedzibę w mieście Trondheim.

## Historia
Klub został założony 17 lutego 1901. W 1937 roku klub po raz pierwszy wystąpił w pierwszej lidze norweskiej. Ogółem w pierwszej lidze wystąpił osiem razy (stan na 2016 rok).

## Stadion
Domowe mecze klub rozgrywa na stadionie o nazwie DNB Arena w Trondheim, który może pomieścić 1385 widzów.

## Historia występów w pierwszej lidze
| Sezon     | Pozycja                    | M  | Pkt. | Z | R | P  | GZ | GS |
| --------- | -------------------------- | -- | ---- | - | - | -- | -- | -- |
| 1937/1938 | 2. (Dystrykt VIII)         | 12 | 19   | 8 | 3 | 1  | 28 | 14 |
| 1938/1939 | 2. (Dystrykt VIII)         | 12 | 14   | 6 | 2 | 4  | 27 | 21 |
| 1939/1940 | 3. (Dystrykt VIII)         | 9  | 11   | 4 | 3 | 2  | 15 | 8  |
| 1947/1948 | 2. (Dystrykt VIII, spadek) | 12 | 16   | 6 | 4 | 2  | 15 | 10 |
| 1949/1950 | 7. (Grupa B, spadek)       | 14 | 9    | 3 | 3 | 8  | 10 | 29 |
| 1952/1953 | 8. (Grupa B, spadek)       | 14 | 7    | 3 | 1 | 10 | 12 | 37 |
| 1954/1955 | 6. (Grupa B)               | 14 | 10   | 4 | 2 | 8  | 20 | 29 |
| 1955/1956 | 8. (Grupa B, spadek)       | 14 | 3    | 1 | 1 | 12 | 12 | 39 |

## Reprezentanci kraju grający w klubie
Stan na maj 2016.
| - Christer Basma - Pål André Helland - Fredrik Midtsjø | - Hans Saksvik - Johan Saksvik - Fredrik Winsnes |

## Skład na sezon 2016
| Nr | Poz. | Piłkarz                 |
| -- | ---- | ----------------------- |
| 1  | BR   | Even Barli              |
| 2  | OB   | Christian Eggen Rismark |
| 3  | OB   | Daniel Kvande           |
| 4  | OB   | Karl Morten Eek         |
| 5  | OB   | Eirik Malmo             |
| 6  | PO   | Magnus Blakstad         |
| 7  | PO   | Mads Reginiussen        |
| 8  | PO   | Simen Sandmæl           |
| 9  | NA   | Torgil Gjertsen         |

| Nr | Poz. | Piłkarz              |
| -- | ---- | -------------------- |
| 11 | NA   | Georg Flatgård       |
| 12 | BR   | Preben Øien          |
| 13 | NA   | Robert Stene         |
| 15 | NA   | Kristian Rømo Skille |
| 16 | PO   | Kristoffer Løkberg   |
| 20 | NA   | Kim Riksvold         |
| 23 | OB   | Aslak Witry          |
| 24 | OB   | Aleksander Foosnæs   |
| 25 | OB   | Are Tronseth         |